# Bloomberg-Tafeln

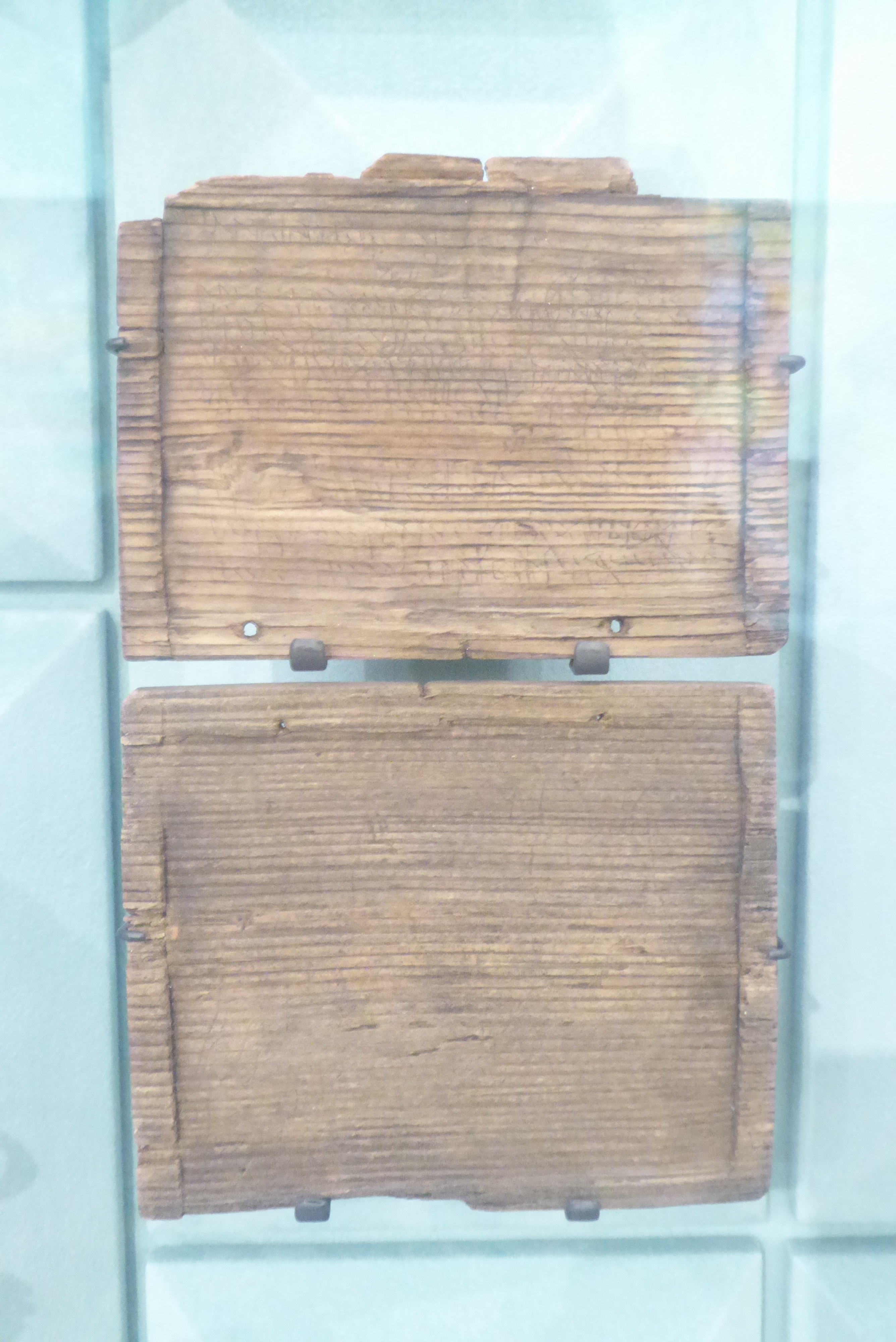
Zwei Bloomberg-Tafeln

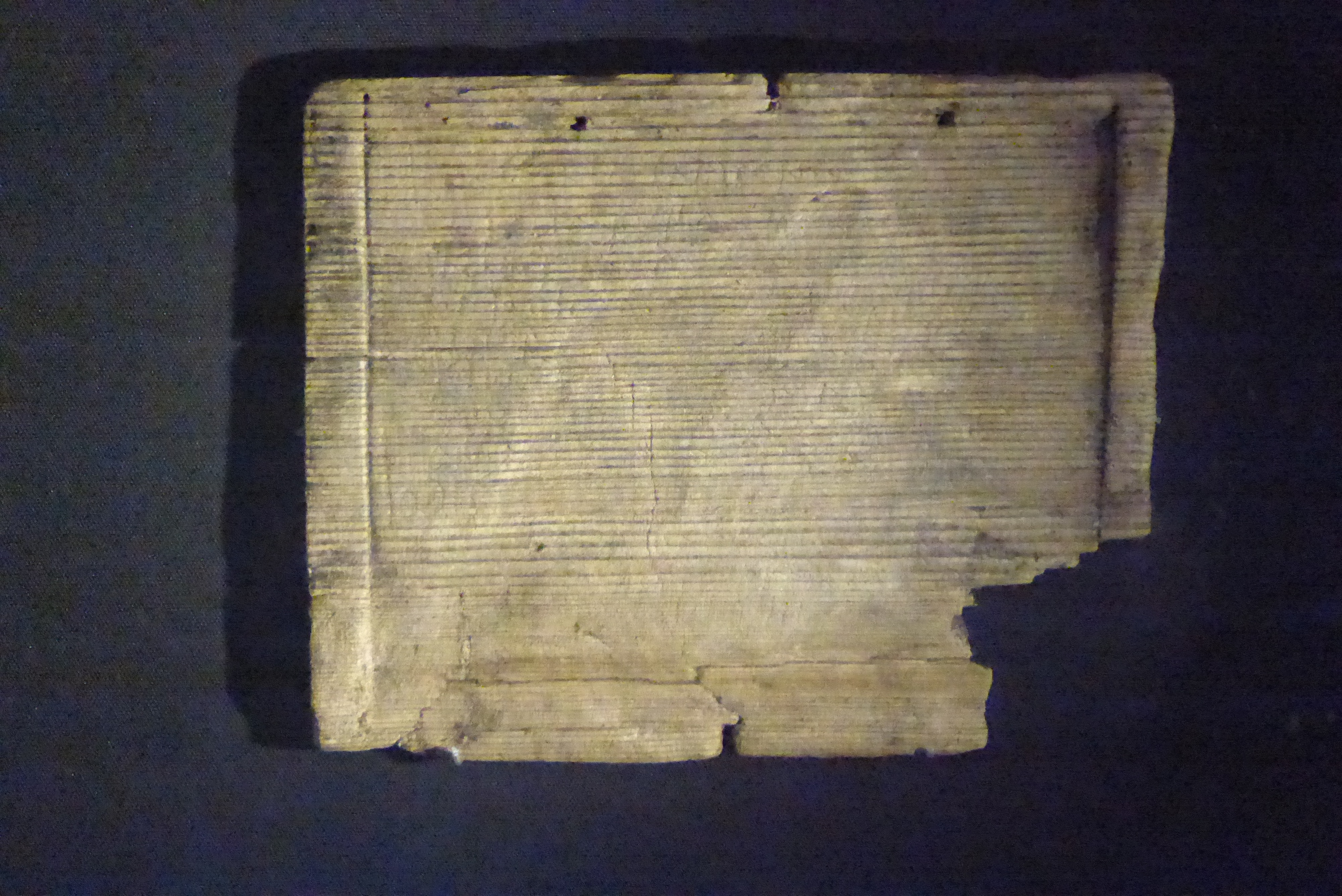
Eine Bloomberg-Tafel

Die Bloomberg-Tafeln sind ein archäologischer Fund von 405 hölzernen römischen Schreibtafeln, der in den Jahren 2010 bis 2014 bei Ausgrabungen unter dem Bloomberggebäude in der City of London gemacht wurde. Es handelt sich um die Reste von antiken Schreibtafeln, die einst mit Wachs beschichtet waren und auf denen mit einem Stilus geschrieben wurde. Die Tafeln gehören in die zweite Hälfte des ersten nachchristlichen Jahrhunderts und damit in die Frühzeit des römischen Britanniens. Die Tafeln fanden sich in einem ständig mit Wasser getränkten Boden, wodurch sie sich 2000 Jahre erhalten haben.
Die Tafeln sind mehrmals beschrieben worden, nachdem das Wachs jeweils wieder geglättet worden war. Zeichen sind auf dem Holz nur erhalten, wenn ein Schreiber stark aufdrückte und somit auch in das Holz einkerbte. Auf etwa 80 Tafeln sind noch Texte lesbar, vielfach sind aber nur einzelne Wörter oder Zeilen erhalten. Die Texte haben verschiedene Inhalte. Oftmals handelt es sich um Briefe mit geschäftlichem Inhalt. Vom 8. Januar 57 n. Chr. datiert ein Vertrag. Damit handelt es sich um das bisher älteste Finanzdokument aus London. Ein anderer Vertrag datiert vom 21. Oktober 62 n. Chr. und betrifft den Transport von 20 Lasten an Lebensmitteln von Verulamium nach Londinium und belegt, dass sich die Lage in den beiden Orten kurz nach dem Boudicca-Aufstand (60/61 n. Chr.) schon wieder weitgehend normalisiert hatte. Der Text liefert auch den frühesten Beleg für den Namen London in einem Text. Auf einer Tafel befinden sich nur Zahlen, auf einer weiteren ist das Alphabet eingeritzt. In beiden Fällen könnte es sich um Schreibübungen gehandelt haben. Ein Dokument vom 22. Oktober 76 n. Chr. betrifft einen Rechtsfall. Eine weitere Tafel datiert wahrscheinlich irgendwann nach 85 n. Chr. Die Datierung auf dem Dokument ist nicht gut lesbar, aber Kaiser Domitian wird in der Jahresangabe genannt. Es handelt sich um die späteste datierbare Tafel.
Insgesamt werden vielleicht 129 Personen in den Dokumenten genannt. Es ist aber nicht möglich, eine genaue Zahl anzugeben, da viele Namen zerstört sind und es in einigen Fällen unsicher bleibt, ob Zeichengruppen einen Namen darstellen. Mit Sicherheit werden jedoch 92 Personen genannt, die allesamt männlich sind und von denen zwei schon von anderen Dokumenten bekannt waren. Es handelt sich um den Braumeister Domitius Tertius und um den Präfekten Iulius Classicus, der im Jahr 70 n. Chr. eine Kavallerie-Einheit (Ala) beim Bataveraufstand anführte. Der Braumeister Domitius Tertius ist auch auf einer Schreibtafel belegt, die sich in Carlisle fand.
In den römischen Provinzen ist die Rechtsgeschichte in erheblicher Weise auf die epigraphische Überlieferung römischen Rechts angewiesen. Eine rechtshistorische Auswertung der Tafeln steht bis heute noch aus.